# Cantó de Collinée
El cantó de Collinée (bretó Kanton Koedlinez) és una divisió administrativa francesa situat al departament de Costes del Nord a la regió de Bretanya.

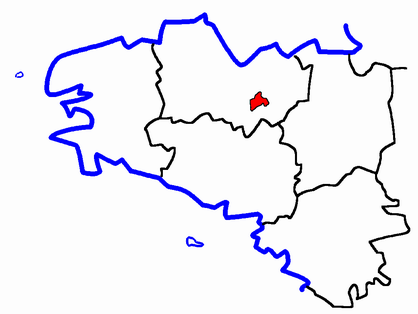
Situació del cantó

## Composició
El cantó aplega 6 comunes :
| Nom bretó          | Nom francès          | Nom gal·ló |
| Koedlinez          | Collinée             | Coètneiz   |
| Langourlae         | Langourla            | ---        |
| Gorre              | Le Gouray            | ---        |
| Sant-Gouenoù       | Saint-Gouéno         | ---        |
| Sant-Yagu-ar-Menez | Saint-Jacut-du-Mené  | ---        |
| Sant-Jili-ar-Menez | Saint-Gilles-du-Mené | Saent-Jill |

## Història
| Data d'elecció                           | Identitat        | Partit | Qualitat |
| ---------------------------------------- | ---------------- | ------ | -------- |
| 1976-1993                                | Yvon Reynault    | PCF    |          |
| 1993-2001                                | Pierre Schneider | RPR    |          |
| 2001-                                    | Monique Haméon   | PCF    |          |
| les dades anteriors no són pas conegudes |                  |        |          |
|                                          |                  |        |          |